# Loulé-Praia de Quarteira
Loulé-Praia de Quarteira (port.: Estação Ferroviária de Loulé - Praia de Quarteira) – stacja kolejowa w Loulé, w Portugalii, w Dystrykcie Faro, na Linha do Algarve. Obsługuje również miejscowość Quarteira położoną nad Ocanem Atlantyckim. Stacja została otwarta w 1889.